# Perecse, Borsod-Abaúj-Zemplén
Perecse este un sat în districtul Encs, județul Borsod-Abaúj-Zemplén, Ungaria, având o populație de 35 de locuitori (2011). 

## Demografie
<div class="transborder" style="position:absolute;width:100px;line-height:0;
Componența etnică a satului Perecse
     Maghiari (71,05%)
     Necunoscut (28,95%)
     Alții (28,95%)
Componența confesională a satului Perecse
     Romano-catolici (42,86%)
     Greco-catolici (22,86%)
     Necunoscută (34,29%)
Conform recensământului din 2011, satul Perecse avea 35 de locuitori. Din punct de vedere etnic, majoritatea locuitorilor (71,05%) erau maghiari. Apartenența etnică nu este cunoscută în cazul a 28,95% din locuitori. Nu există o religie majoritară, locuitorii fiind romano-catolici (42,86%) și greco-catolici (22,86%). Pentru 34,29% din locuitori nu este cunoscută apartenența confesională.